# Throscinus aethiops
Throscinus aethiops är en skalbaggsart som beskrevs av Darlington 1936. Throscinus aethiops ingår i släktet Throscinus och familjen lerstrandbaggar. Inga underarter finns listade i Catalogue of Life.